# Seid Memić Vajta
Seid Memić, född 8 mars 1950 i Travnik, är en bosnisk sångare. Han är känd under artistnamnet Vajta. Han bor sedan 1994 i Hamburg.
Vajta var sångare och frontfigur i den bosniska rockgruppen Teška industrija 1975-1976, med vilka han gav ut två studioalbum och flera singlar. Under 1980-talet var han även programledare för barnprogrammet Nedeljni zabavnik. Som artist har han deltagit flitigt i flera musikfestivaler i det forna Jugoslavien, däribland Splitfestivalen (1976, 1981, 1984 och 1990), Vaš šlager sezone (1978, 1979, 1981, 1982, 1987 och 1999) och Opatijafestivalen (1982, 1985 och 1987). Han har också uppträtt på Verdensmusik Festivalen i Danmark 1995 och 1997. Sångaren och kompositören Narcis Vučina stod bakom flera av hans låtar.
Vajta vann den jugoslaviska uttagningen, Jugovizija, till Eurovision Song Contest (ESC) 1981 med låten Lejla. I ESC kom han på femtonde plats med 35 poäng. Med sig på scen hade han dessutom Jadranka Stojaković, Neda Ukraden och Ismeta Dervoz-Krvavac. Han återkom till Jugovizija året därpå och kom på tredjeplats med bidraget med Ne zaboravi me. Han deltog även 1986 med bidraget Sandra (tolfeplats) och 1987 med bidraget Opusti se (sextondeplats). Han deltog även i den bosniska uttagningen till ESC 1999, då han kom på elfteplats med bidraget Stare melodije. Tillsammans med Maja Tatić och Deen var han värd för den bosniska uttagningen 2005.
Vajta är återigen sångare i Teška industrija sedan bandet återförenades 2007.

## Diskografi
- Ho-ruk (1976) (med Teška industrija)
- Seid Memić-Vajta i Teška industrija (1976) (med Teška industrija)
- Zlatna ribica (1979)
- Vajta 2 Ponoćni valcer (1980)
- Vajta 3 (1981)
- Tebi pjevam (1982)
- Kad bulbuli pjevaju (1984)
- Vajta (1985)
- Vajta (1987)
- Vajta (1988)
- Kupi mi, tajo, harmoniku (1991)